# Aeropuerto Internacional de Jartum
El Aeropuerto Internacional de Jartum (IATA: KRT, OACI: HSSK) es un aeropuerto en Jartum, capital de Sudán.
Será reemplazado por el nuevo aeropuerto de Jartum, situado a 40 kilómetros al sur del centro de Jartum. La finalización de la obra, a cargo de capital chino, se fijó para el año 2022. Se planea que tenga dos pistas de 4.000 metros, una terminal de pasajeros de 86.000 metros cuadrados y un hotel con trescientas habitaciones.
El aeropuerto comenzó sus operaciones en el año 1940 como base de la Real Fuerza Aérea británica. El ejército británico abandonó tales instalaciones cuando Sudán accedió a la independencia en 1956. 
Sufrió daños como resultado de la tercera guerra civil sudanesa, cuando efectivos de las paramilitares Fuerzas de Apoyo Rápido intentaron tomar el aeropuerto y la Fuerza Aérea de Sudán, en respuesta, bombardeó las instalaciones.
El aeropuerto está cerrado desde que fue asaltado y ocupado el 15 de abril de 2023 durante la batalla de Jartum.

## Aerolíneas y destinos
| Aerolíneas              | Destinos |
| ----------------------- | --- |
| Afriqiyah Airways       | Bengasi y Trípoli-Mitiga |
| Air Arabia              | Abu Dabi, El Cairo y Sharjah |
| Air West                | Abu Dabi, Al Ain, Asuán, Dubái, El Cairo, El-Fasher, El-Obeid, Geneina, Nyala, Puerto Sudán, Riad, Sharjah y Yeda                                                              |
| Badr Airlines           | Abu Dabi, Adís Abeba, Amán, Damazin, Doha, Dubái, El Cairo, El-Fasher, El-Obeid, Estambul, Geneina, Kano, Kasala, Londres, Nyala, Puerto Sudán, Riad, Wau, Yamena, Yeda y Yuba |
| Berniq Airways          | Bengasi |
| Cham Wings Airlines     | Damasco |
| Egyptair                | El Cairo |
| Emirates                | Dubái |
| Eritrean Airlines       | Asmara, El Cairo y Kano |
| Ethiopian Airlines      | Adís Abeba |
| Flyadeal                | Riad y Yeda |
| Flydubai                | Dubái |
| Flynas                  | Abha, Dammam, Riad, Medina y Yeda |
| Golden Wings Aviation   | Wau y Yuba |
| Gulf Air                | Baréin |
| Kenya Airways           | Nairobi y Yuba |
| Nova Airways            | Dongola, El-Fasher, Merowe, Nyala, Puerto Sudán, Wau y Yuba |
| Qatar Airways           | Doha |
| Royal Jordanian Airways | Amán |
| Salam Air               | Mascate |
| Saudia                  | Riad, Medina y Yeda |
| Sudan Airways           | Adís Abeba, Asmara, El Cairo, El-Fasher, Geneina, Kano, Nyala, Puerto Sudán, Riad, Yamena, Yeda y Yuba                                                                         |
| Syrian Air              | Damasco |
| Tarco Aviation          | Amán, Asmara, El Cairo, Dammam, Doha, Entebbe, Kano, Riad, Yamena, Yeda y Yuba                                                                                                 |
| Turkish Airlines        | Estambul |
| Yemenia                 | Adén |

### Aerolíneas de carga
| Aerolíneas               | Destinos           |
| ------------------------ | ------------------ |
| EgyptAir Cargo           | El Cairo y Nairobi |
| Emirates Sky Cargo       | Jebel Ali          |
| Ethiopian Airlines Cargo | Adís Abeba y Lieja |
| Qatar Airways Cargo      | Doha               |
| Salam Air                | Mascate            |
| Saudia Cargo             | Yeda               |
| Turkish Airlines Cargo   | Estambul y Nairobi |

## Accidentes e incidentes

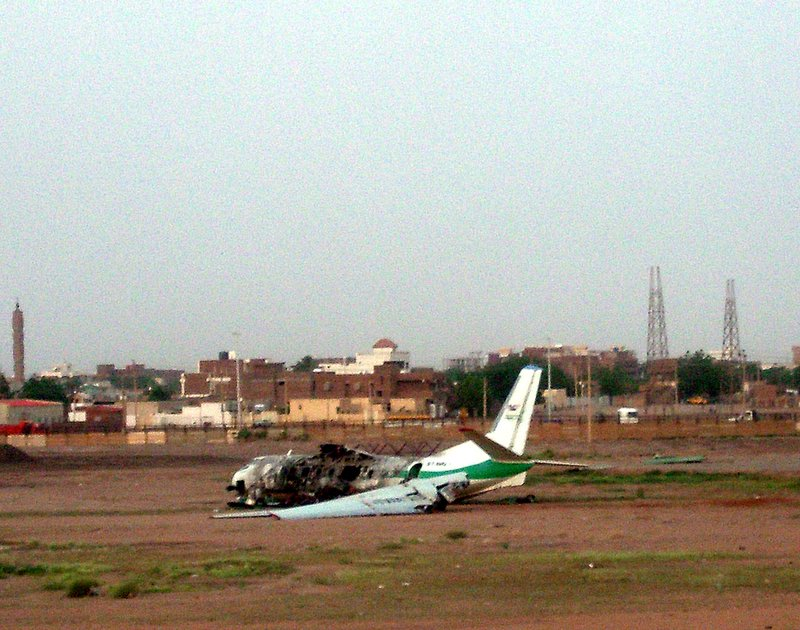
Restos de un avión a un lado de la pista. Fotografiado en agosto de 2005.

- El 1 de enero de 1942, Vickers Wellesley de la Unidad de Entrenamiento Operacional No. 71 de la RAF fue dañado sin posibilidad de reparación, al despegar del aeropuerto.[4]
- El 27 de agosto de 1952, un Vickers Viscount (G-AHRF) operado por el Ministerio de Abastecimiento del Reino Unido sufrió daños irreparables cuando su tren de aterrizaje de estribor colapsó al aterrizar.[5]
- El 19 de julio de 1983, el Douglas C-47 (N480F) de Chevron Corporation se estrelló poco después de despegar en un vuelo de pasajeros no regular. Ambos motores habían fallado, probablemente debido a combustible contaminado. Las 27 personas a bordo sobrevivieron.[6]
- El 30 de marzo de 2007, un avión secuestrado aterrizó en el aeropuerto internacional de Jartum. Aunque las fuentes disciernen en lo que ocurrió después, el secuestrador fue finalmente detenidos sin tener que lamentar ningún herido.
- Vuelo 109 de Sudan Airways: El 10 de junio de 2008, un avión que volaba de Amán, Jordania aterrizó y, mientras rodaba a la terminal, el motor derecho estalló en llamas y el incendio se extendió rápidamente. Las noticias iniciales sostenían que cien de los doscientos pasajeros a bordo habían muerto pero finalmente las cifras se redujeron a 28 muertos, 123 supervivientes y 53 desaparecidos.[7]
- El 30 de junio de 2008, un Ilyushin Il-76 explotó en llamas mientras despegaba. Los cuatro tripulantes murieron.[8]
- El 3 de octubre de 2018, un Antonov An-32 de la Fuerza Aérea de Sudán chocó con un Antonov An-30 de la Fuerza Aérea de Sudán.
- El 15 de abril de 2023, durante la batalla de Jartum entre las fuerzas gubernamentales y las Fuerzas de Apoyo Rápido en la Guerra de Sudán de 2023, varios aviones, incluido un Airbus A330-300 de Saudia (HZ-AQ30)[9] y un Boeing 737-800 de SkyUp Airlines (UR-SQH),[10] fueron destruidos en los combates. No hay bajas conocidas de ambos aviones.[11]